# Mercado Municipal da Praia da Vitória

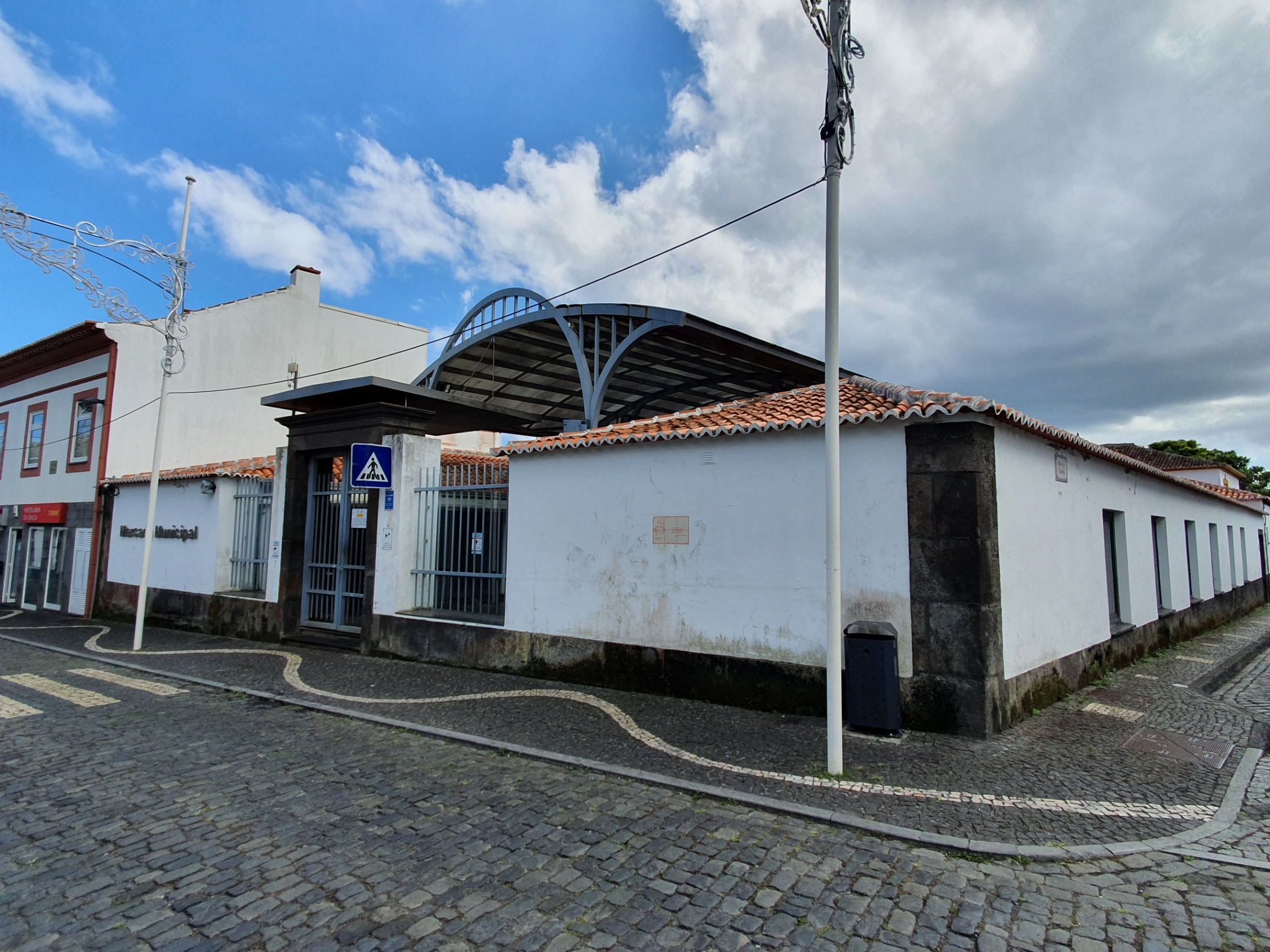
Mercado Municipal da Praia da Vitória

O Mercado Municipal da Praia da Vitória é um mercado municipal português, localizado no centro da cidade da Praia da Vitória, ilha Terceira.
Apresenta-se aos frequentadores com grandes portões em madeira que transmitem juntamente com os artigos exposto todo o colorido dos mercados tradicionais europeus. Foi construído entre 1870 e 1882.